# Croix-des-Bouquets
Croix-des-Bouquets (Kwadèboukè en créole) est une commune d'Haïti située dans le département de l'Ouest, et le chef-lieu de l'arrondissement du même nom.
La Croix-des-Bouquets est située à 12 km au nord-est de Port-au-Prince.

## Démographie
La commune est peuplée de 227 012 habitants (recensement par estimation de 2009). Élevée au rang de Commune en 1959, dans sa vie contemporaine, la Commune de Croix-des-Bouquets est reconnue pour être un milieu conservateur et pro-duvaliériste.
Le vaudou, le catholicisme et le protestantisme sont les religions les plus pratiquées dans la Commune.

## Administration
La commune est composée 10 sections communales :
- Les Varreux 1
- Les Varreux 2
- Petit Bois 3
- Petit Bois 4
- Petit Bois 5
- Belle Fontaine 6
- Belle Fontaine 7
- Belle Fontaine 8
- Les Crochus
- Les Orangers

## Histoire

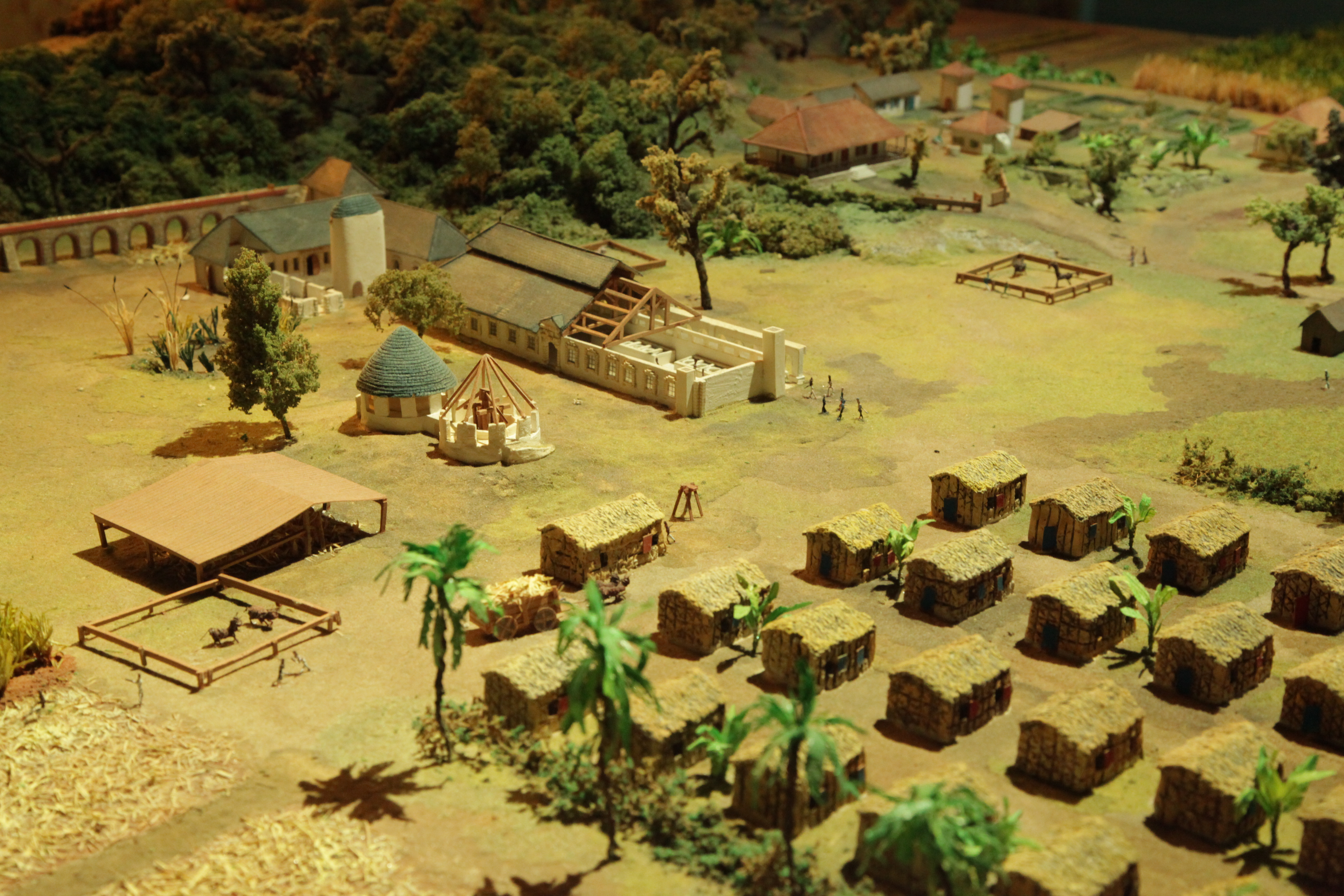
Maquette de la sucrerie Nolivos dite habitation Chateauroux (Musée d'Aquitaine à Bordeaux).

À l'époque de la colonie française de Saint-Domingue, vers 1750, une paroisse détachée de Port-au-Prince fut établie à la Croix-des-Bouquets. Le richissime planteur Pierre Gédéon, comte de Nolivos, y possédait avec sa femme une habitation, dite Chateauroux, au quartier des Crochus. En 1790, juste avant le début des révoltes, celle-ci compte 178 esclaves.
En 1792, en pleine Révolution haïtienne, se tient à la Croix-des-Bouquets une importante bataille opposant les colons blancs à l'armée des Mulâtres et des Libres de couleur, rejoints par des esclaves insurgés. Elle se solde par la retraite des colons.

## Personnalités nées ou originaires de La Croix-des-Bouquets
- Guy Coustard de Saint-Lo (1752-1825), général des armées de la République française.
- Louis-Jacques Beauvais (1759-1799), général des armées de la République française.
- Le peintre Gesner Armand (né le 11 juin 1936, mort le 10 juin 2008) qui fut un maître de la peinture haïtienne.
- Stéphane Pierre Corneille (1984-), entrepreneur1 et consul honoraire pour la République du Congo.
- Le chanteur et producteur Haitianno-américain Wyclef Jean, ex-membre du groupe The Fugees.
- Georges Liautaud, sculpteur d'inspiration vaudou. Les disciples de Georges Liautaud se sont regroupés dans le village artistique de Noailles, enrichissant la tradition de la sculpture en fer découpé à Croix-des-Bouquets. Le musée Georges Liautaud, consacré à la promotion de l'art contemporain en Haïti, a été inauguré en 2009[4].
- O-Mark (né le 6 janvier 2001) est un Auteur-compositeur-interprète haïtien.

## Galerie

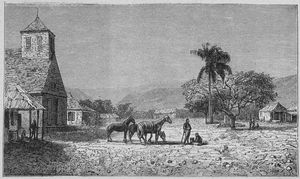
Vue de Croix-des-Bouquets en 1881